# سینوتراک هوو
کشنده هوو یک کامیون ساخت شرکت چینی سینو تراک است. این کامیون توسط شرکت ایران خودرو به ایران وارد و پشتیبانی شد و در حال حاضر ۱٫۷ درصد از کل وسایل نقلیه ایران را تشکیل می‌دهد.

## آمار تصادف‌ها
به گفته راهنمایی و رانندگی ایران این کشنده در سال ۱۳۹۰ عامل بیش از ۱۰ درصد تصادف‌های منجر به مرگ در ایران بوده‌است و بیش از ۴۰۰ نفر به علت این تصادف‌ها جان خودرا از دست داده‌اند. علت اصلی نقص در سیستم ترمز این کشنده اعلام شده‌است، این در حالی است که خبرگزاری ایسنا با بررسی آمار کشته‌های جاده‌ای در ایران و با فرض اینکه ۱۰ درصد سهم کشنده هوو در آمار اعلام شده صحیح است میزان کشته‌های جاده‌ای را برای ۱۰ درصد اعلام شده حدود ۲ هزار نفر اعلام و آمار راهنمایی و رانندگی ایران را مخدوش دانسته است.

این خبرگزاری همچنین در گفتگو با کارشناسان بر این نکته تأکید کرده‌است که تمام تصادف‌‌های این کشنده بر اساس نقص فنی نبوده و عامل انسانی در آن نقش پررنگی داشته‌است. ایسنا معتقد است راهنمایی و رانندگی ایران عمداً بر روی تصادف‌های این کشنده مانور داده و بزرگنمایی می‌کند.